# Половые губы

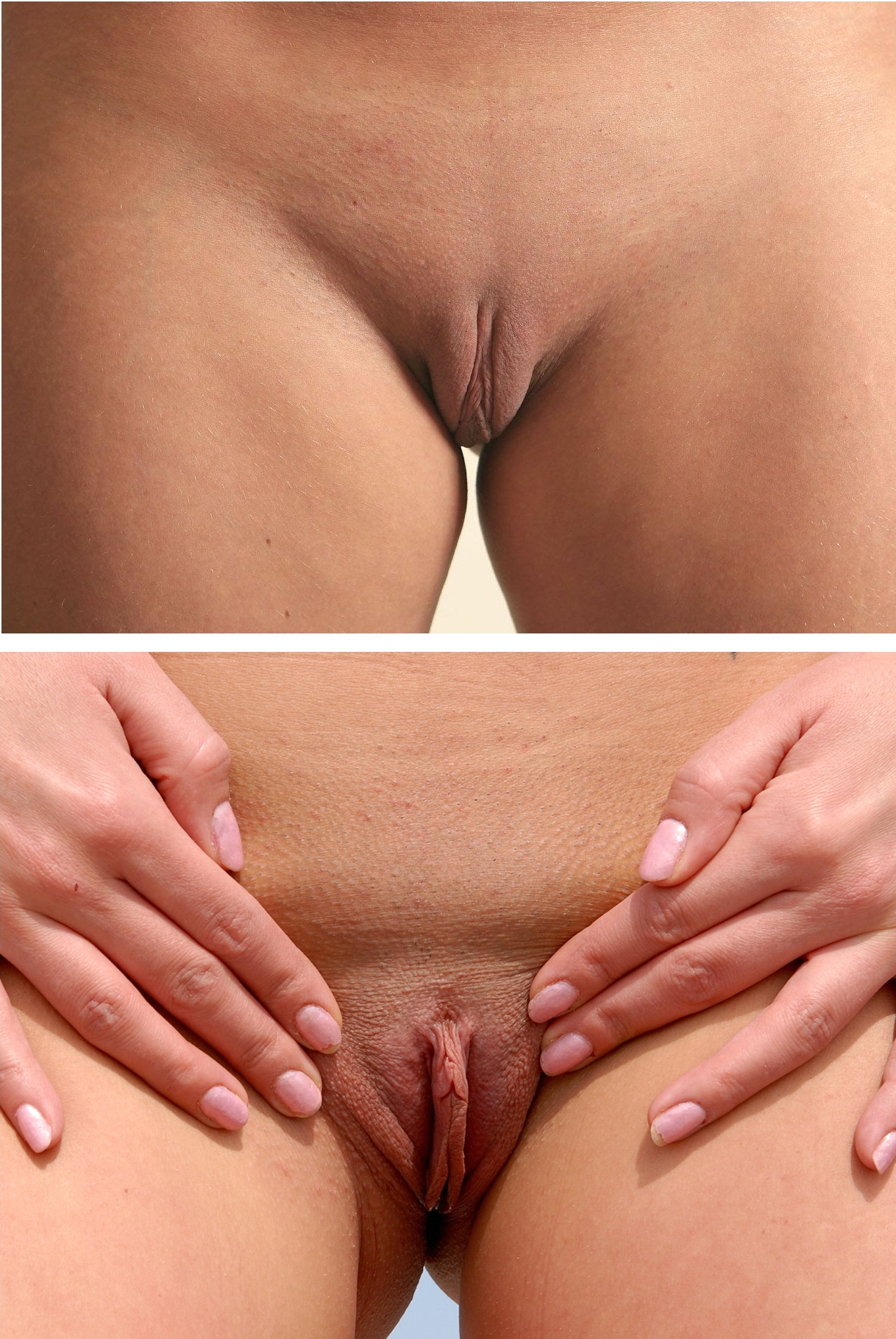
Половые губы (вид спереди, волосы сбриты): на верхнем фото в обычном положении, большие половые губы снаружи прилегают к паре малых; на нижнем большие отведены руками в стороны, а в центре малые половые губы

Половы́е губы — две пары складок кожи, составляющие часть наружных женских половых органов, идущие между ног от лобка к промежности и прикрывающие клитор и преддверие влагалища, содержащее вход во внутренние половые органы женщины и наружное отверстие женского мочеиспускательного канала. Половые губы имеются и у самок других млекопитающих.
- Большие половые губы (лат. labia majora pudendi) — внешняя пара более плотных складок, образованных в своей основе жировой тканью, покрытых кожей, с внутренней стороны кожа напоминает эпителий слизистой оболочки. Их передняя поверхность образует нижнюю вершину лобкового треугольника, а сами они составляют боковые стороны половой щели. В период полового созревания их наружная сторона, как и расположенный выше лобок, покрывается волосами.
- Малые половые губы (лат. labia minora pudendi) — пара более тонких кожных складок, основание которых расположено внутри от больших половых губ параллельно им. Они непосредственно окружают вход во влагалище и наружное отверстие женского мочеиспускательного канала, а их передняя спайка переходит в кожный покров головки клитора — его крайнюю плоть.

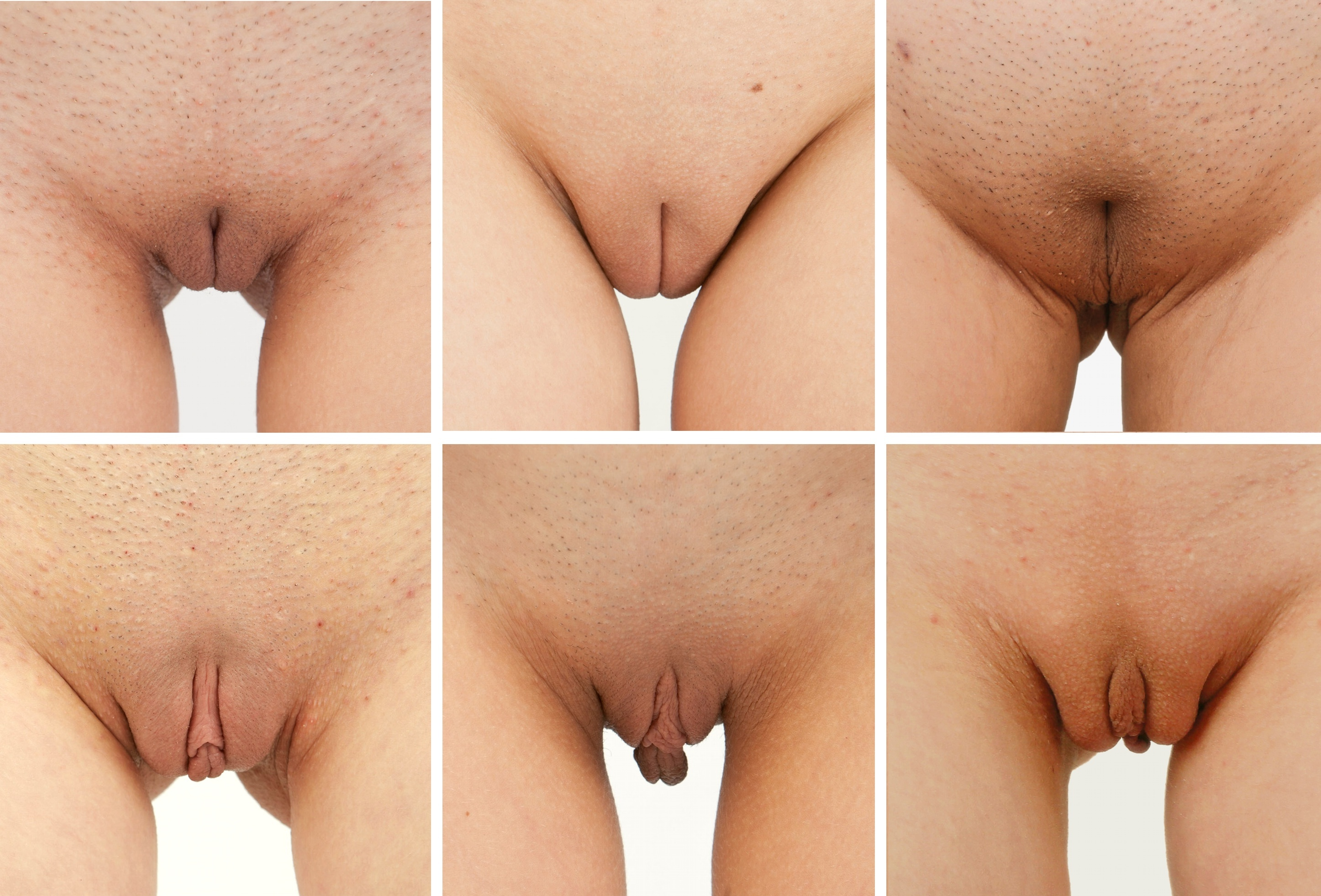
Некоторые варианты формы и взаиморасположения видимых снаружи частей больших и малых половых губ у женщин

В зависимости от видовой принадлежности половые губы имеют некоторые анатомические различия: так, в толще могут быть мышцы сжимающую половую щель, углы половой щели образуемой половыми губами могут иметь заострённую и закругленную формы (к примеру, у однокопытных верхний заострён, а нижний закруглен, у парнокопытных — наоборот), отличаются и возрастные изменения (к примеру, у шимпанзе у взрослых самок исчезают большие половые губы). Также наблюдаются циклические изменения половых губ (отёчность, стянутость) в зависимости от половых циклов (овуляция с течкой и межтечный период) или при некоторых заболеваниях.